# Roberto Vannozzi
Roberto Vannozzi (Viareggio, 19 dicembre 1948) è un ex tiratore a segno italiano, medaglia d'argento nel tiro a segno ai Campionati mondiali di tiro 1978.

## Carriera
Dopo aver praticato il lancio del disco, nel 1972 iniziò a dedicarsi al tiro a segno. Nel 1978 prese parte ai campionati mondiali, dove vinse la medaglia d'argento nella prova a squadre della pistola standard insieme a Giuseppe Quadro, Alberto Sevieri e Renato Zambon.
Dopo essere stato tra i "probabili olimpici" in vista dei Giochi di Mosca 1980, fu selezionato per partecipare alle Olimpiadi di Los Angeles 1984 dove gareggiò nella pistola rapida da 25 metri: giunto quinto al termine della prima giornata, nel secondo giorno di gara lottò a lungo per una medaglia, ma due errori negli ultimi due tiri lo relegarono all'undicesimo posto, con un totale di due punti inferiore a quello che avrebbe potuto farlo salire sul podio.
Lasciò l'attività agonistica nel 2009, al termine di una carriera che gli fruttò quattro vittorie in Coppa del Mondo e ventidue titoli nazionali, fra individuali e di squadra.